# Barry Phillips-Moore
Barry Phillips-Moore (9 de junio de 1938 – 29 de junio de 2023) fue un exjugador y entrenador de tenis australiano durante las décadas de 1950, 1960 y 1970, recordado como el primer usuario de la raqueta de cuerdas "espagueti", que impartía un giro extremo y fue finalmente prohibida en el deporte. 

## Carrera
Semifinalista en dos ocasiones del Campeonato de Australia, Phillips-Moore creció junto a Rod Laver, pero se apartó del estilo típico de los australianos, que preferían el servicio y volea en césped, optando por jugar desde la línea de fondo, especialmente en tierra batida. Ganó el título de Auckland en 1968.
Uno de sus pupilos más famosos fue el también australiano y oriundo de Adelaida Mark Woodforde, quien ganó cuatro títulos de individuales y 67 títulos de dobles, incluidos 12 torneos de Grand Slam. Después de terminar la escuela secundaria, Woodforde se unió a otros ocho jugadores (en su mayoría australianos) en extensas giras de nueve meses por Europa. Los jugadores viajaban apretados en una furgoneta y compartían las responsabilidades de conducción, mientras que Barry y su querida esposa Anne (quien falleció en 2021) los seguían en su propio coche.En ese momento, Phillips-Moore sostenía que las giras europeas eran una mejor opción que el sistema universitario estadounidense. Al final de la gira, los jugadores dejaban la furgoneta en el estacionamiento de un hotel o similar y la recogían varios meses después, durante la siguiente temporada.
Después de su carrera como jugador, Phillips-Moore entrenó a Paul McNamee, Peter McNamara, Harold Solomon y Eddie Dibbs antes de centrarse en liderar a un grupo de jóvenes talentos que no seguían las vías de desarrollo tradicionales, llevándolos a aventuras por Europa con la ayuda de una confiable furgoneta. En individuales, Phillips-Moore alcanzó dos veces las semifinales del Campeonato de Australia, en 1961 y 1968. En dobles, fue  cuartofinalista en el Campeonato de Australia / Abierto de Australia ocho veces y una vez en el Abierto de Francia, en 1972. 
Phillips-Moore ganó el Torneo de Auckland de 1968 al derrotar a Onny Parun en una final a cinco sets. Phillips-Moore ganó el Torneo de Stuttgart de 1971 al derrotar a István Gulyás en la final. Phillips-Moore murió el 29 de junio de 2023, a la edad de 85 años.
Barry Phillips-Moore era un profesor, autor de más de 20 libros, incluido el destacado "La historia del tenis".

## Títulos individuales de carrera
| Resultado | Fecha                | Campeonato                  | Superficie | Oponente        | Puntuación              |
| --------- | -------------------- | --------------------------- | ---------- | --------------- | ----------------------- |
| Victoria  | 4 de febrero de 1968 | Torneo de tenis de Auckland | Césped     | Onny Parun      | 6–3, 6–8, 1–6, 6–3, 6–2 |
| Victoria  | 20 de julio de 1969  | Torneo de Montaña-Vermala   | Césped     | Štěpán Koudelka | 6–3, 5–7, 6–4           |

### Finalista individual (1)
| Resultado | Fecha               | Campeonato           | Superficie | Oponente        | Puntuación         |
| --------- | ------------------- | -------------------- | ---------- | --------------- | ------------------ |
| Victoria  | 28 de julio de 1974 | Torneo de Amersfoort | Arcilla    | Guillermo Vilas | 6-4, 6-2, 1-6, 6-3 |

### Finales de la era abierta (2)
| Resultado | Fecha                  | Campeonato                      | Superficie | Compañero    | Oponentes                      | Puntuación |
| --------- | ---------------------- | ------------------------------- | ---------- | ------------ | ------------------------------ | ---------- |
| Victoria  | 4 de diciembre de 1972 | Torneo de tenis de Buenos Aires | Alfombra   | Iván Molina  | Jaime Fillol Jaime Pinto-Bravo | 6–4, 6–3   |
| Victoria  | 3 de febrero de 1975   | Abierto de Little Rock          | Alfombra   | Marcelo Lara | Jeff Austin Charles Owens      | 6–4, 6–3   |